# Autostrada AP-71 (Hiszpania)
Autostrada AP-71 (hiszp. Autopista AP-71), także Autopista León-Astorga, Autostrada León-Astorga – autostrada w Hiszpanii przebiegająca przez teren wspólnoty autonomicznej Kastylia i León.
Autostrada łączy León z Astorgą. Ma 37,7 km długości i rozciąga się między węzłami dróg ekspresowych  i . Za przejazd drogą pobierana jest opłata, a operatorem jest Abertis.